# Anesthetic
Anesthetic es el primer álbum como solista del guitarrista estadounidense Mark Morton. El disco fue lanzado a través de Spinefarm el 1 de marzo de 2019.
El álbum incluye invitados como Jacoby Shaddix de Papa Roach, Myles Kennedy de Alter Bridge, Josh Todd de Buckcherry, Alissa White-Gluz de Arch Enemy, el difunto Chester Bennington de Linkin Park y Randy Blythe de Lamb of God. Según Morton, él había estado escribiendo nuevo material para su disco en solitario durante "bastante tiempo".

## Lanzamiento
El primer sencillo, titulado "The Truth Is Dead", se lanzó el 13 de diciembre de 2018 y se estrenó en Sirius XM Liquid Metal. La canción cuenta con el compañero de banda de Lamb of God, Randy Blythe y la vocalista de Arch Enemy Alissa White-Gluz en la voz.
El segundo sencillo, "Cross Off", que presenta al fallecido Chester Bennington debutó en el número 18 en las ventas de canciones digitales de Billboard Hard Rock de EE. UU. Con 2,000 descargas y 209,000 transmisiones en su primera semana. Un video musical de "Cross Off" fue lanzado el 5 de marzo. El video fue dirigido por Roboshobo.

## Lista de canciones
| N.º | Título                                                     | Duración |  |
| 1.  | «Cross Off» (con Chester Bennington)                       | 4:14     |  |
| 2.  | «Sworn Apart» (con Jacoby Shaddix)                         | 3:57     |  |
| 3.  | «Axis» (con Mark Lanegan)                                  | 4:13     |  |
| 4.  | «The Never» (con Chuck Billy y Jake Oni)                   | 4:06     |  |
| 5.  | «Save Defiance» (con Myles Kennedy)                        | 4:37     |  |
| 6.  | «Blur» (con Mark Morales)                                  | 5:21     |  |
| 7.  | «Back from the Dead» (con Josh Todd)                       | 4:03     |  |
| 8.  | «Reveal» (con Naeemah Maddox)                              | 4:12     |  |
| 9.  | «Imaginary Days»                                           | 3:45     |  |
| 10. | «The Truth Is Dead» (con Randy Blythe y Alissa White-Gluz) | 4:13     |  |

## Posicionamiento en lista
| Lista (2019)                | Posiciones |
| --------------------------- | ---------- |
| Australian Albums (ARIA)    | 97         |
| Suiza (Schweizer Hitparade) | 98         |